# Platagarista albamedia
Platagarista albamedia är en fjärilsart som beskrevs av Lucas 1891. Platagarista albamedia ingår i släktet Platagarista och familjen nattflyn. Inga underarter finns listade i Catalogue of Life.